# 黑白飞鼠
黑白飞鼠（学名：Hylopetes alboniger）为松鼠科箭尾飞鼠属的动物。在中国大陆，分布于海南、云南、四川等地，一般生活于山地森林。该物种的模式产地在尼泊尔。

## 亚种
- 黑白飞鼠尖峰亚种（学名：Hylopetes alboniger cheinfengensis）。在中国大陆，分布于海南等地。该物种的模式产地在海南尖峰岭。[2]
- 黑白飞鼠丽江亚种（学名：Hylopetes alboniger orinus），G. Allen于1940年命名。在中国大陆，分布于云南、四川等地。该物种的模式产地在云南丽江。[3]

## 保护
本种于2023年被收录入《有重要生态、科学、社会价值的陆生野生动物名录》。